# Ilisha novacula
Ilisha novacula es una especie de pez del género Ilisha, familia Pristigasteridae, orden Clupeiformes. Fue descrita científicamente por Valenciennes en 1847.
Es una especie inofensiva para el ser humano y comercializada en pesquerías.

## Descripción
La longitud estándar es de 32 centímetros.

## Distribución y hábitat
Se distribuye por Asia: ríos de Birmania (Irrawaddy en Rangún y Mandalay; río Sittang). Habita en ríos.